# Лазурьевский, Георгий Васильевич
Георгий Васильевич Лазурьевский (6 мая 1906 года, Ташкент — 20 сентября 1987 года) — советский учёный, специалист в химии природных соединений, один из первых действительных членов Академии Наук Молдавской ССР.

## Биография и карьера
Родился в 1906 году в Туркестане. Учился в Среднеазиатском университете в Ташкенте (ныне Национальный университет Узбекистана имени Мирзо Улугбека, закончив его в 1930 и продолжив работать там же до 1953 года.
В 1953—1959 годах работает в Кишиневском университете, фактически став основателем молдавской школы органической и биоорганической химии. В конце 1950-х годов участвует в создании Института химии АН Молдавской ССР; в 1959 основывает там лабораторию химии природных соединений, которой руководил на протяжении 1959—1975 годов, до её разделения на лаборатории химии стероидов и изопреноидов (впоследствии преобразованные в лаборатории химии эфирных масел и химии регуляторов роста, а в 1991 вновь объединённых в лабораторию химии терпеноидов), в 1961—1965 годах осуществлял и общее руководство институтом.
Был избран действительным членом АН Молдавской ССР в начале августа 1961 года. В 1963—1969 годах был главным учёным секретарём академии, в 1968—1972 годах — её вице-президентом.
Основные работы профессора Лазурьевского были посвящены изучению строения вторичных метаболитов растений, особенно терпеноидов, стероидов и алкалоидов. Георгий Лазурьевский описал новый класс индольных алкалоидов — 1,4-замещенных β-карболина. Занимаясь поиском соединений для лечения онкологических заболеваний, показал, зависимость между строением стероидных гликозидов и их противоопухолевой активностью.
11 мая 2006 года на здании Института химии АНМ была торжественно открыта мемориальная доска к столетию академика Лазурьевского.